# Dalmy Dénes
Dalmy Dénes (Debrecen, 1939. március 22. – ) magyar építőmérnök, műszaki igazgató, címzetes egyetemi docens.

## Élete
Dalmy József vízépítő mérnök és Dalmy Magda fiaként született; fivére volt Dalmy Tibor állami díjas és Baross Gábor-díjas építőmérnök. 1962-ben végzett az Építőipari és Közlekedési Műszaki Egyetem Mérnöki Karán, Híd szakon. 
1962 és 1964 között a Közlekedési Építő Vállalatnál (KÉV) volt építésvezető-helyettes, előbb a vállalat záhonyi, majd annak budapesti főépítésvezetőségén. 1964 és 1971 között a BME Vasbetonszerkezetek Tanszéken volt tanársegéd, 1971-től pedig ugyanott (későbbi nevén a Hidak és Szerkezetek Tanszékén) egyetemi adjunktus, majd címzetes egyetemi docens.
Közben, 1978 és 1980 között a Tesco kiküldöttjeként tevékenykedett egy iraki tervezőirodában (State Organization for Building), e minőségében részt vett kórház, kultúrház, stadion és atomerőmű tervezésében is. 1990 és 2012 között a Pannon Freysinnet Kft. ügyvezető igazgatója, majd műszaki igazgatója is volt. E minőségében hidak, feszített és ferdekábeles szerkezetek, valamint más mérnöki szerkezetek tervezésével, szakértésével és kivitelezésével, új építési technológiák bevezetésével és szerkezetek megerősítésével foglalkozott. 2002-től a Propontis Kft.-nek is ügyvezető igazgatója lett, ahol hasonló tervezési és szakértési feladatokat végzett.
1981-ben vették fel a magántervezői névjegyzékbe, 1988-ban pedig műszaki, építésügyi szakértői képesítést szerzett. Középfokú nyelvvizsgát tett angol, kandidátusi nyelvvizsgát orosz nyelvből, beszél ezeken felül német és lengyel nyelven is.
2008 és 2016 között a Magyar Mérnöki Kamara Tartószerkezeti Tagozatának elnöke volt és 1987-től kezdve több nemzetközi szakmai szervezetben, bizottságban viselt tagságot; 1987 és 1990 között az International Association of Shell and Spatial Structures (IASS) magyar tagozatának vezetője volt.

## Oktatási tevékenysége
- vasbeton és feszített beton hidak / szerkezetek
- héjszerkezetek
- hídépítés
- infrastruktúra műtárgyak

## Szakértői tevékenysége
- vasbeton és feszített beton hidak, műtárgyak

## Kutatási területei
- modellkísérletek, magasabb szabadságfokú kontinuumok építőmérnöki alkalmazása
- beton repedéskörnyezetének feszültségvizsgálata, lemezek átlyukadása.

## Jelentősebb tervezési, kivitelezési és szakértői munkái
Hídszerkezetek
- a Megyeri híd tanulmánytervei (1994)
- a 74-es főút zalaegerszegi Zala-hídjának tervezése (2001-2002)
- a sárvári Rába-híd függesztő kábeleinek tervezése és kivitelezése (2003-2004)
- a kőröshegyi völgyhíd feszítésének tervezés és kivitelezése (2004-2006)
- 4 híd tervezése a 26-os főút miskolci északi elkerülőjén (2006)
- a Pentele híd függesztő kábeleinek tervezése és kivitelezése (2006-2007)
- a Megyeri híd ferdekábeleinek tervezése és kivitelezése (2007-2008)
- az M7-es autópálya S70 jelű völgyhídja feszítésének tervezése és kivitelezése (2007-2008)

Magasépítési tervezés
- csarnokszerkezet erősítése (Csepel, 2001)
- Helikon kastély lóváltó műemléki épület megerősítése (2003)
- Debreceni Fórum bevásárlóközpont rakodószint födém kiviteli terve (2007)
- Közép-európai Egyetem kiviteli terve (Bp., IX. ker., 2007)
- Pécs Corso feszített alaplemez tervezése (2009)
- Kisvárdai kórház tartószerkezeti terve (2011)
- SOTE Korányi projekt feszített födémek tartószerkezeti terve (2011-2012)
- Árkád bevásárlóközpont feszített szerkezetének tervezése (2013)

Tervellenőrzési munkák
- a 4-es metró alagúti és állomási szerkezeteinek tervellenőrzése (2006-2012)
- az M60-as autópálya 122. és 261. jelű völgyhídjainak tervellenőrzése (2009)
- a Margit híd felújításának tervellenőrzése (2009-2011)
- Bp. V., Piarista köz 1. étterem és rendezvényterem terveinek ellenőrzése (2011)
- Debreceni Nagyerdei Stadion körülölelő hídszerkezet ellenőrzése (2013)
- Széll Kálmán tér rekonstrukciójának tervellenőrzése (2014)
- a budai fonódó villamoshálózat fejlesztésének tartószerkezeti tervellenőrzése (2014)

## Elismerései
- Palotás László-díj (2020)